# Beridella maculifrons
Beridella maculifrons är en tvåvingeart som först beskrevs av Günther Enderlein 1921.  Beridella maculifrons ingår i släktet Beridella och familjen vapenflugor.
Artens utbredningsområde är Bolivia. Inga underarter finns listade i Catalogue of Life.